# Füzuli (plaats)
Füzuli is een plaats in Azerbeidzjan. De plaats is gelegen in de gelijknamige district Füzuli.

## Geschiedenis
Voor de oorlog in Nagorno-Karabach had de plaats een bevolking van 17.100 inwoners. De plaats veranderde in een spookstad nadat alle inheemse bewoners werden verjaagd tijdens de oorlog. Tot en met 2020 was de stad bezet door de Armeense niet-erkende Republiek Artsach.
Op 17 oktober 2020 verklaarde de president van Azerbeidzjan, İlham Əliyev, dat het Azerbeidzjaanse leger de stad na 28 jaar weer onder controle had genomen.

## Verkeer

### Vliegveld
Het Azerbeidzjaanse ministerie van Transport, Communicatie en Hoge Technologie maakte op 26 november 2020 bekend dat de Internationale Burgerluchtvaartorganisatie 6 internationale vliegvelden, waaronder het Füzuli International Airport, een ICAO-code zou toekennen. De startbaan van het vliegveld werd voor het eerst in gebruik genomen op 5 september 2021. Het vliegveld werd op 26 oktober 2021 geïnaugureerd door presidenten van respectievelijk Turkije en Azerbeidzjan Recep Tayyip Erdoğan en İlham Əliyev.